# Heterometrus swammerdami
Heterometrus swammerdami ist ein in Indien und auf Sri Lanka verbreiteter Skorpion der Familie Scorpionidae.

## Beschreibung
Heterometrus swammerdami ist ein 128 bis 176 Millimeter langer Skorpion. Adulte Tiere haben eine rötlich-braune bis rötlich-schwarze Grundfarbe, juvenile Exemplare können rot mit gelbem Telson sein. Die Chelae sind ausgeprägt lappenförmig, mit einem Verhältnis von Länge zu Breite von etwa 1,6 bis 1,8 zu 1. Ihre Oberseite ist mit großen rundlichen Granulen bedeckt, die keine Kiele bilden. Die Glieder der Pedipalpen lassen keinen Sexualdimorphismus erkennen. Der Carapax hat in der Mitte eine glatte und glänzende Oberfläche, die Ränder sind mit Granulen besetzt. Nur gelegentlich zeigen sich auch mittig auf dem Carapax spärlich verteilte Granulen. Das fünfte Segment des Metasomas ist länger und das vierte etwa ebenso lang wie die Femora der Pedipalpen. Die Kämme des Kammorgans haben bei beiden Geschlechtern 16 bis 20 Zähne. Das Telson ist kugelförmig, mit einer Giftblase, die mindestens so lang wie der Giftstachel ist.
Heterometrus swammerdami wird häufig in populärwissenschaftlicher oder unwissenschaftlicher Literatur als der größte Skorpion der Welt bezeichnet oder mit ähnlichen Attributen versehen. Tatsächlich gehört Heterometrus swammerdami mit bis zu nachgewiesenen 176 Millimetern Körperlänge zu den größten Arten der Skorpione. Sehr groß werden weitere Arten der Familie Scorpionidae, wie Pandinus imperator mit 180 bis zu 200 Millimetern Körperlänge und Opistophthalmus gigas mit bis zu 160 Millimetern Körperlänge. Deutlich größere Angaben beruhen darauf, dass bei der Messung nicht wie üblich von der Vorderkante des Carapax bis zum Ende des Telson gemessen wurde, sondern die Messung die Pedipalpen bis zur Spitze der Chelae eingeschlossen hat. Für wissenschaftliche Veröffentlichungen werden heute die Längen der einzelnen Körperteile getrennt gemessen und zur Bestimmung der Körperlänge aufaddiert. Das geschieht auch wegen der Ungenauigkeiten von Messungen über den ganzen Körper, die durch den Ernährungszustand des Tieres deutlich beeinflusst werden. Ausgehungerte Skorpione sind kürzer, da die Kanten der Körpersegmente einander überlappen. Derselbe Skorpion kann nach einer ausgiebigen Mahlzeit deutlich länger sein, weil die einzelnen Körpersegmente nun einen deutlichen Abstand voneinander aufweisen.

## Verbreitung und Lebensraum
Als Terra typica von Heterometrus swammerdami wurde in der Erstbeschreibung l'Hindoustan, particulièrement à Pondichéry angegeben. Hindoustan bedeutete in diesem Zusammenhang den ganzen indischen Subkontinent, Pondichéry war die Hauptstadt von Französisch-Indien.
Heterometrus swammerdami ist in Indien und auf Sri Lanka weit verbreitet und stellenweise häufig. Nachweise liegen für die indischen Bundesstaaten Andhra Pradesh, Karnataka, Madhya Pradesh, Maharashtra, Karnataka, Orissa, Tamil Nadu, Uttar Pradesh, Westbengalen sowie das Unionsterritorium Puducherry vor. Von Sri Lanka sind Funde aus dem Zentrum und dem Westen der Insel sowie von der Halbinsel Jaffna gemeldet worden.

## Lebensweise
Heterometrus swammerdami ist eine grabende Art, die lange Röhren bewohnt. Er lebt in Gegenden mit Bewuchs aus Unterholz, wo er sich häufig unter Laub oder in Erdspalten aufhält. Gelegentlich wurde er in Termitenbauten angetroffen. In Kulturlandschaften findet man ihn häufig in Gärten, wo er unter Gartenabfällen Unterschlupf sucht.

## Parasiten
Heterometrus swammerdami ist der einzige bekannte Wirt von Scorpionyssus heterometrus, einer Raubmilbe aus der Familie Laelapidae. Die Milbe wurde 1988 durch die Parasitologen Alex Fain vom Königlich-Belgischen Institut für Naturwissenschaften in Brüssel und Gisela Rack von der Arachnologischen Sammlung des Zoologischen Museums Hamburg beschrieben. Ihnen lagen zwei befallene Skorpione von einer Kautschukplantage auf Sri Lanka mit insgesamt etwa 200 Milben in allen Entwicklungsstadien vor.

## Systematik

### Erstbeschreibung
Die Erstbeschreibung erfolgte durch Eugène Simon im Jahr 1894 nach zwei adulten weiblichen Exemplaren mit der Herkunftsangabe East Indies.

### Typmaterial
Die von Simon für seine Erstbeschreibung untersuchten Exemplare waren zwei weibliche Skorpione. Der Holotypus ist beschädigt und befindet sich mit dem Paratypus in der Sammlung des Muséum national d’histoire naturelle in Paris. Der von Thorell 1876 für seine Beschreibung von „Pandinus asper“ herangezogene Holotyp, wahrscheinlich ein männliches Exemplar unbekannter Herkunft, befindet sich in der Sammlung des Göteborgs Naturhistoriska Museum. 1879 beschrieb Karsch „Pandinus kochii“. Seine beiden Syntypen, mit der falschen Angabe des Fundortes Java, sind im Museum für Naturkunde in Berlin. Von Simon wurde 1885 „Scorpio lucidipes“ nach einem weiblichen Skorpion aus Ramanathapuram im südindischen Bundesstaat Tamil Nadu beschrieben. Dieser Holotypus wurde 1981 von Couzijn zum Allotypus von Heterometrus swammerdami bestimmt. Er befindet sich im Pariser Muséum national d’histoire naturelle.

### Etymologie
Die Erstbeschreibung enthält keine Angaben über die Etymologie des Artnamens. Die Benennung erfolgte zu Ehren des niederländischen Naturforschers Jan Swammerdam, der bereits im 17. Jahrhundert anatomische Untersuchungen an Skorpionen vorgenommen hat.

### Synonyme (chronologisch)

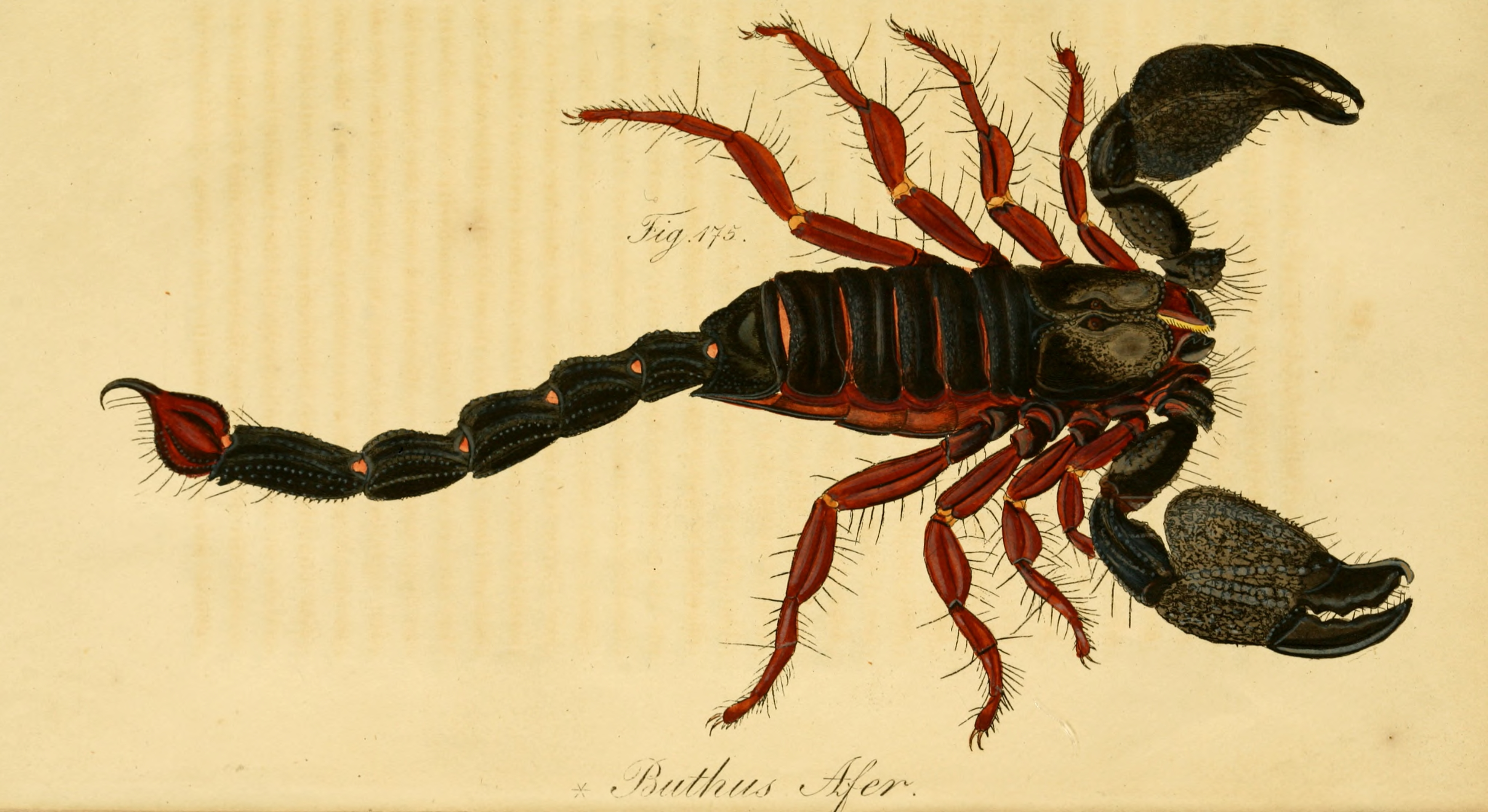
„Buthus afer“ (Carl Ludwig Koch, Die Arachniden, Band 3, Nürnberg 1836)

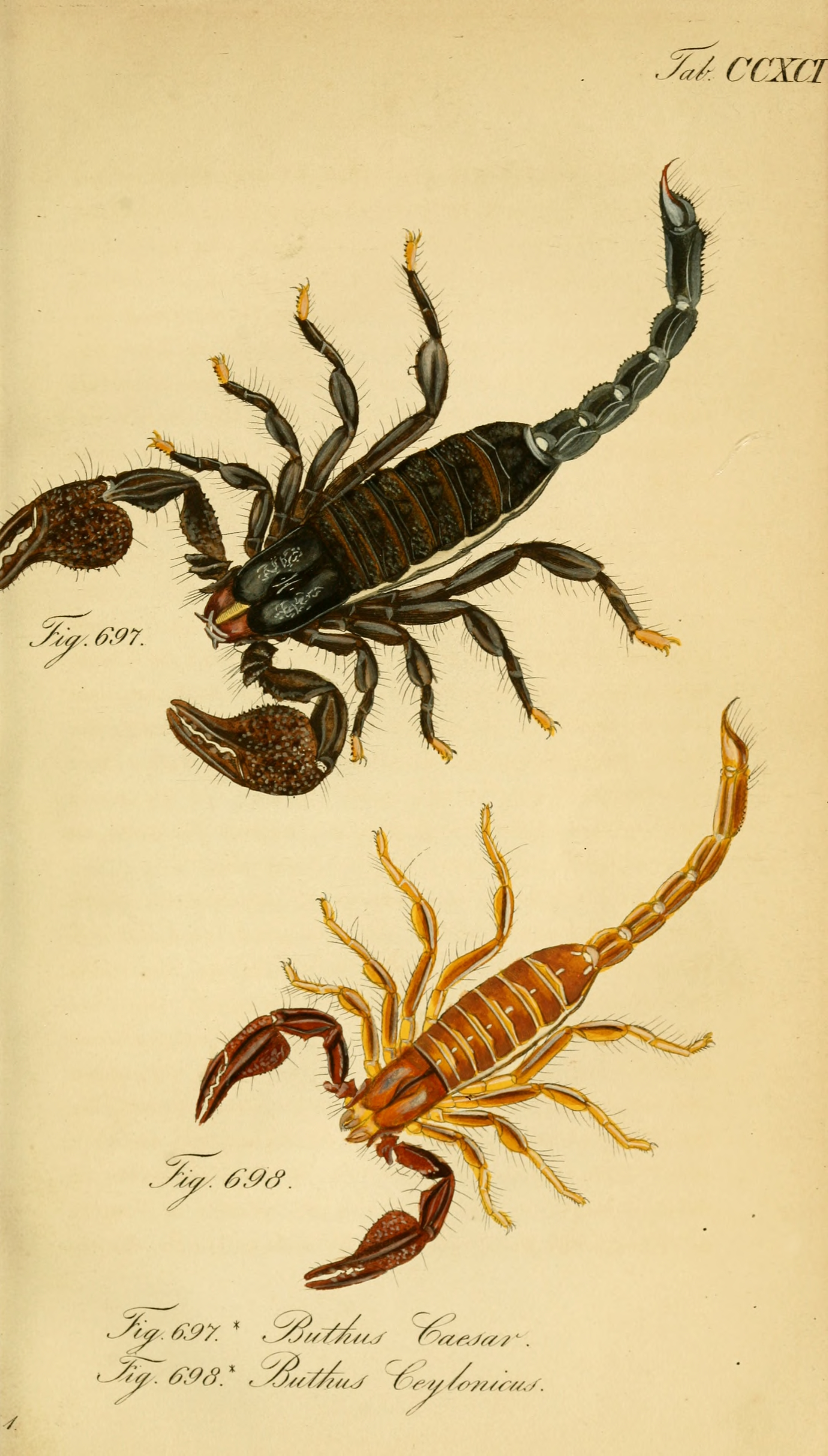
„Buthus ceylonicus“ (oben, Carl Ludwig Koch, Die Arachniden, Band 9, Nürnberg 1841)

Heterometrus swammerdami war den Arachnologen des 19. Jahrhunderts schon lange vor der Erstbeschreibung bekannt, wurde aber stets mit anderen bereits beschriebenen Arten verwechselt. So veröffentlichte der deutsche Arachnologe Carl Ludwig Koch Beschreibungen längst bekannter Skorpione in seinem großen Werk Die Arachniden und fügte 1836 und 1841 jeweils Zeichnungen von Heterometrus swammerdami bei, die er falsch als Buthus afer und als Buthus ceylonicus identifiziert hatte.
- Pandinus asper Thorell, 1876: Tamerlan Thorell beschrieb die Art 1876 nach einem wahrscheinlich männlichen Exemplar ohne Herkunftsangabe und synonymisierte die Art selbst 1893 mit Heterometrus swammerdami.[15][17][18]
- Pandinus kochii Karsch, 1879: die Art wurde 1879 von Ferdinand Karsch nach zwei Skorpionen mit der falschen Herkunftsangabe Java beschrieben. Auch diese Art wurde 1879 von Thorell zum Synonym von Heterometrus swammerdami erklärt.[18][19]
- Scorpio lucidipes Simon, 1885: Eugène Simon beschrieb diese Art nach einem Exemplar aus Ramanathapuram im heutigen indischen Bundesstaat Tamil Nadu. Sie wurde 1890 von Reginald Innes Pocock mit Heterometrus swammerdami synonymisiert.[20][21]
- Scorpio swammerdami Simon, 1885: der Name wurde von Simon selbst bei der Erstbeschreibung seines Scorpio lucidipes und von einigen anderen Autoren im späten 19. Jahrhundert verwendet. Spätere Autoren verwendeten diesen Namen nicht mehr.[6][20]
- Palamnaeus swammerdami Pocock, 1900: In seinem Band über Arachniden in der Fauna of British India, including Ceylon and Burma nahm Pocock die Art ohne weitere Erläuterungen in die Gattung Palamnaeus auf. Diese war jedoch bereits 1879 von Karsch zum Synonym von Heterometrus erklärt worden.[22][23]
- Heterometrus (Gigantometrus) swammerdami swammerdami Couzijn, 1981: H. W. C. Couzijn beschrieb 1981 in seiner Revision der Gattung Heterometrus einige Untergattungen. Die Untergattung Gigantometrus und alle anderen von Couzijn beschriebenen Untergattungen von Heterometrus wurden 2004 von František Kovařík in seiner Revision der Gattung Heterometrus aufgehoben.[13][24][25]
- Heterometrus (Gigantometrus) swammerdami titanicus Couzijn, 1981: diese Unterart wurde 1981 von Couzijn beschrieben. Sie wurde 2004 von Kovařík mit Heterometrus swammerdami synonymisiert.[6][26]

Die von Reginald Innes Pocock im Jahr 1900 beschriebene Unterart Heterometrus swammerdami flavimanus wurde 1983 von den indischen Arachnologen B. K. Tikader und D. B. Bastawade zur Art Heterometrus flavimanus erhoben.